# Frédéric Pagès
Frédéric Pagès (francês: [paʒɛs]; 1950) é um jornalista francês conhecido pelo seu trabalho com o semanário satírico Le Canard enchaîné.
Pagès estudou filosofia na Universidade e trabalhou como professor do ensino médio até 1985.
No Le Canard enchaîné, suas colunas bem-humoradas incluíam o Le Journal de Xavière T, diário paródico de Xavière Tiberi, esposa de Jean Tiberi, então prefeito de Paris, e, em dezembro de 2007, o Le Journal de Carla B, diário paródico de Carla Bruni, esposa do presidente Nicolas Sarkozy.
A última delas foi o assunto da controvérsia, quando Karl Laske [fr] e Laurent Valdiguié [fr] publicaram o livro Vrai Canard, que alegava que o diário paródia foi escrito por Pierre Charon, um assessor político do governo francês, e costumava passar mensagens políticas. O redator de Le Canard Enchaîné,  Michel Gaillard, desmentiu rapidamente essa afirmação nomeando Frédéric Pagès como o articulista.
Pagès escreveu dois livros de filosofia paródia sob o nome de um filósofo fictício, Jean-Baptiste Botul:
- La vie sexuelle d'Emmanuel Kant [A Vida Sexual de Emmanuel Kant]. [S.l.]: Éditions Mille et une nuits. 1999. ISBN 2-84205-424-5
- Nietzsche ou le démon de midi [Nietzsche ou O Demônio do Meio-Dia]. [S.l.]: Éditions Mille et une nuits. 2004. ISBN 2-84205-873-9